# Alex Holcombe
Alex Bernard Holcombe  (nacido el 22 de noviembre de 1969 en Houston, Texas) es un baloncestista estadounidense. Con 2.06 m de estatura, su puesto natural en la cancha era el de pívot.

## Trayectoria
- Kashmere High School
- Universidad de Baylor (1989-1993)
- Club Baloncesto Breogán (1993)
- Grand Rapids Hoops (1993-1994)
- Piratas de Quebradillas (1994)
- Olimpia Venado Tuerto (1994-1995)
- Mexico Aztecas (1995)
- CB Sevilla (1995)
- Willebroek (1995-1996)
- Sportino Inowrocław (1996-1997)
- Diamond Dolphins (1997-1998)
- Sportino Inowrocław (1998-1999)
- New Mexico Slam (1999-2000)
- Trotamundos de Carabobo (2001)